# Göfis
Göfis település Ausztria legnyugatibb tartományának, Vorarlbergnek a Feldkirchi járásában található. Területe 9,05 km², lakosainak száma 3 151 fő, népsűrűsége pedig 350 fő/km² (2014. január 1-jén). A település 558 méteres tengerszint feletti magasságban helyezkedik el.

## Fordítás
- Ez a szócikk részben vagy egészben  a   Göfis című angol Wikipédia-szócikk ezen változatának fordításán alapul.  Az eredeti cikk szerkesztőit annak laptörténete sorolja fel. Ez a jelzés csupán a megfogalmazás eredetét és a szerzői jogokat jelzi, nem szolgál a cikkben szereplő információk forrásmegjelöléseként.